# Masamitsu Hidaka
Masamitsu Hidaka (日高政光?, Hidaka Masamitsu; Fukuoka, 19 ottobre 1960 – 11 marzo 2022) è stato un regista e sceneggiatore giapponese.

## Biografia
È nato a Fukuoka, nell'isola di Kyūshū. 
Laureato in architettura, quando cominciò a lavorare nel campo dell'animazione, si ispirò a Crusher Joe e Lamù - Only You.
È noto soprattutto per essere direttore e sceneggiatore nell'anime Pokémon. Inoltre ha lavorato nell'anime Gundam Wing.
Ha lavorato ai primi quattro film dei Pokémon.

## Filmografia
- Tao Tao - Il piccolo panda (1983)
- Musashi no Ken (1985)
- L'ispettore Gadget (1986)
- Metal Armor Dragonar (1987)
- Mashin Hero Wataru (1988)
- Madö King Granzört (1989)
- Mashin Hero Wataru (1990)
- The Brave Fighter of Sun Fighbird (1991)
- Genki bakuhatsu Ganbaruger (1992)
- The Brave Express Might Gaine (1993)
- Nekketsu saikyō Go-Saurer (1993)
- Jungle King Tar-chan (1993)
- Yaiba (1994)
- Brave Police J-Decker (1994)
- Capitan Tsubasa (1994)
- Gundam Wing (1995)
- Wild Knights Gulkeeva (1995)
- Mojacko (1995)
- Kidō shin seiki Gundam X (1996)
- Brave Command Dagwon (1996)
- Reideen the Superior (1996)
- Yūsha Ō Gaogaigar (1997)
- Pokémon (1997)
- Berserk (1997)
- Betterman (1999)
- Turn A Gundam (1999)
- L'invincibile Dendoh (2000)
- Brigadoon: Marin & Melan (2000)
- s-CRY-ed (2001)
- Final Fantasy: Unlimited (2002)
- ZEGAPAIN (2006)
- Dragonaut: The Resonance (2007)
- Blassreiter (2008)
- Code Geass: Lelouch of the Rebellion (2008)
- Linebarrels of Iron (2008)
- Saki (2009)
- The Sacred Blacksmith (2009)
- The Qwaser of Stigmata (2010)
- Manyū Hiken-chō (2011)
- Dansai bunri no crime edge (2013)
- Il film Pokémon - Genesect e il risveglio della leggenda (2013)
- Haikyū!! (2016)
- Tsuredure Children (2017)
- Märchen Mädchen (2018)